# Oritrophium repens
Oritrophium repens là một loài thực vật có hoa trong họ Cúc. Loài này được (Kunth) Cuatrec. mô tả khoa học đầu tiên năm 1961.